# Barão Scrope de Bolton
Barão Scrope de Bolton era um título no Pariato da Inglaterra. Foi criado para Sir Richard le Scrope como uma baronia por decreto em 8 de janeiro de 1371. Ficou inativo com a morte do 11.º Barão (1.º Conde de Sunderland) em 1630, sem filhos legítimos.

## Barões Scrope de Bolton (1371)
- Richard Scrope, 1.º Barão Scrope de Bolton (c. 1327 – 1403)
- Roger Scrope, 2.º Barão Scrope de Bolton (falecido em 1403)
- Richard Scrope, 3.º Barão Scrope de Bolton (1393 – 1420)
- Henry Scrope, 4.º Barão Scrope de Bolton (1418 – 1459)
- John Scrope, 5.º Barão Scrope de Bolton (1435 – 1498)
- Henry Scrope, 6.º Barão Scrope de Bolton (falecido em 1506)
- Henry Scrope, 7.º Barão Scrope de Bolton (c. 1480 – 1533)
- John Scrope, 8.º Barão Scrope de Bolton (falecido em 1549)
- Henry Scrope, 9.º Barão Scrope de Bolton (c. 1534 – 1591)
- Thomas Scrope, 10.º Barão Scrope de Bolton (c. 1567 – 1609)
- Emanuel Scrope, 1.º Conde de Sunderland, 11.º Barão Scrope de Bolton (1584 – 1630)

## Título inativo de 1630 a 1731 e de 1814 a??
Emanuel Scrope, 1.º conde de Sunderland (1 de agosto de 1584 - 30 de maio de 1630) casou-se em 9 de setembro de 1609 com Elizabeth Manners (c. 1587 - 16 de março de 1653), filha de John Manners, 4.º conde de Rutland (c. 1550 – 24 de fevereiro de 1588) e Elizabeth Charlton; eles tiveram quatro filhos que morreram jovens. Ele deixou suas propriedades para seus filhos ilegítimos, não para seus parentes legítimos, enriquecendo assim famílias como os Paulets (futuros duques de Bolton) e os Howes (futuros condes Howe). Com sua serva e amante Martha Jeanes, ou Janes, ou Jones, também conhecida como San(d)ford, ele teve um filho, John (que morreu sem filhos) e três filhas, que sobreviveram e deixaram filhos:
Elizabeth Scrope – casou-se com Thomas Savage (3.º conde de Rivers)
Annabella Scrope ( – 30 de março de 1704) – casou-se com John Grubham Howe
Mary Scrope ( – 1 de novembro de 1680) – casou-se com Charles Paulet (1.º Duque de Bolton)
A prima do 11.º barão, Mary Eure, não reivindicou a baronia, que acabou passando para sua descendente, a Sra. Mary Johnson (1651 – 1731), de jure 16.ª Baronesa Scrope de Bolton. A reivindicação ficou suspensa de 1731 a 1814 e, eventualmente, passou para seu neto Charles Jones, de jure 17.º Barão Scrope de Bolton (1774 – 1840) e depois para seu segundo, mas mais velho filho sobrevivente, Henry James Jones, de jure 18.º Barão Scrope de Bolton (nascido em 1812). Nenhum dos Jones tentou reivindicar a baronia adormecida, possivelmente por razões financeiras (sendo custoso provar a extinção de todos os outros co-herdeiros perante o Comitê de Privilégios ). O 17.º Barão Charles Jones era primo de primeiro grau de Charles Howard, 11.º Duque de Norfolk (1746 – 1815).